# حشيشة الكبد البرازيلية
الكبدية البرازيلية أو مرشانتيا برازيلية (الاسم العلمي: Marchantia brasiliensis) هو نوع من النباتات يتبع جنس المرشانتيا من فصيلة المرشانتية.